# 티옹바루역

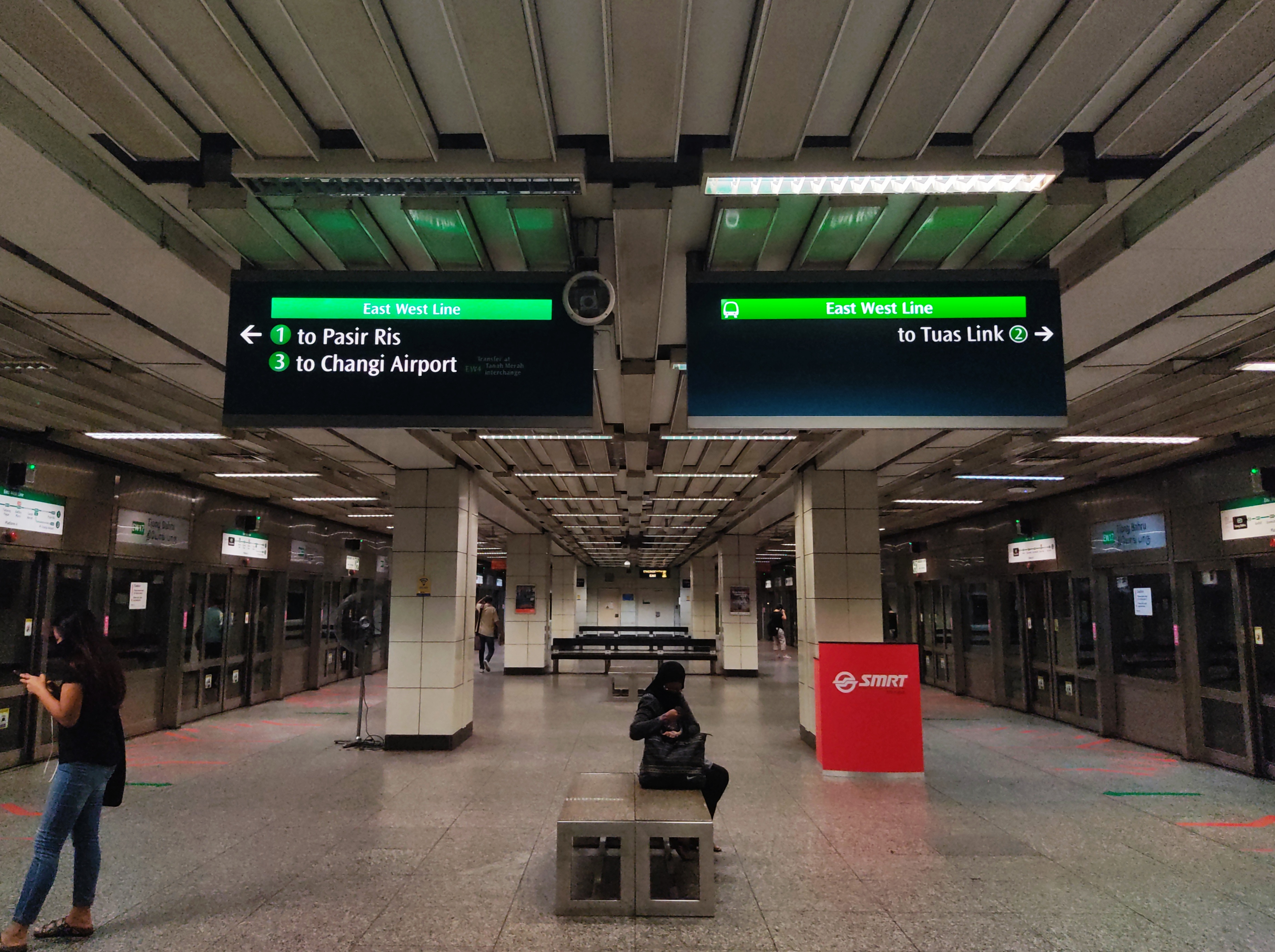

티옹바루역(Tiong Bahru MRT station)은 싱가포르 부킷 메라(Bukit Merah)의 이스트웨스트(East West)선에 있는 지하철 MRT(Mass Rapid Transit) 역이다. 이 역은 각각 동쪽행 열차와 서쪽행 열차의 첫 번째이자 마지막 역이다.
티옹 바루 플라자(Tiong Bahru Plaza)와 직접 연결된 이 역은 티옹 바루(Tiong Bahru)와 부킷 호 스위(Bukit Ho Swee)의 주거 지역을 담당한다.